# Ladies Tour of Norway
Ladies Tour of Norway – etapowy wyścig kolarski kobiet, organizowany od 2014 roku w Norwegii. Od 2017 roku wyścig należy do cyklu najważniejszych zawodów kobiecych – UCI Women’s World Tour, wcześniej otrzymując kategorię 2.2.
Rozgrywany jest równolegle z norweskim wyścigiem mężczyzn - Arctic Race of Norway.

## Historia
Wyścig po raz pierwszy rozegrany został w dniach 15 - 17 sierpnia 2014 roku w okolicach miasteczka Halden i składał się z prologu i dwóch pagórkowatych etapów. Zmagania zdominowały zawodniczki ekipy Rabobank-Liv.
Druga edycja liczyła tylko dwa etapy i tym razem w programie nie znalazła się jazda indywidualna na czas.
Od 2018 roku organizowana jest również jazda drużynowa na czas, która poprzedza zmagania indywidualne.

## Lista zwycięzców
Opracowano na podstawie:

### Wyścig indywidualny
| Rok  | Pierwsze             | Drugie                 | Trzecie              |          |
| ---- | -------------------- | ---------------------- | -------------------- | -------- |
| 2014 | Anna van der Breggen | Marianne Vos           | Katarzyna Niewiadoma |          |
| 2015 | Megan Guarnier       | Shelley Olds           | Amanda Spratt        |          |
| 2016 | Lucinda Brand        | Thalita de Jong        | Anouska Koster       |          |
| 2017 | Marianne Vos         | Megan Guarnier         | Ellen van Dijk       |          |
| 2018 | Marianne Vos         | Emilia Fahlin          | Coryn Rivera         |          |
| 2019 | Marianne Vos         | Coryn Rivera           | Leah Kirchmann       |          |
| 2020 | odwołany             | odwołany               | odwołany             | odwołany |
| 2021 | Annemiek van Vleuten | Ashleigh Moolman-Pasio | Kristen Faulkner     |          |

### Jazda drużynowa na czas
| Rok  | Pierwsze | Drugie           | Trzecie       |
| ---- | -------- | ---------------- | ------------- |
| 2018 | Sunweb   | Mitchelton-Scott | Cervélo Bigla |